# Ampupää
Ampupää är en kulle i Finland.   Den ligger i den ekonomiska regionen Norra Lappland och landskapet Lappland, i den norra delen av landet, 900 km norr om huvudstaden Helsingfors. Toppen på Ampupää är 516 meter över havet, eller 70 meter över den omgivande terrängen. Bredden vid basen är 1,6 km.
Terrängen runt Ampupää är kuperad åt nordost, men åt sydväst är den platt.  Trakten runt Ampupää är nära nog obefolkad, med mindre än två invånare per kvadratkilometer. Det finns inga samhällen i närheten. 